# União das Forças Reformistas da Iugoslávia
A União das Forças Reformistas da Iugoslávia (Servo-croata: Савез реформских снага Југославије, Savez reformskih snaga Jugoslavije; abr. СРСЈ ou SRSJ) foi um partido político liberal na República Socialista Federativa da Iugoslávia liderado por Ante Marković que se opôs à dissolução da Iugoslávia. 

## História
O partido teve vida curta e foi bastante malsucedido, mas mais tarde serviu de base para partidos liberais na Sérvia (o Partido Reformista da Sérvia, mais tarde Aliança Cívica da Sérvia e Reformistas da Voivodina) e na Macedônia do Norte (as Forças Reformistas da Macedônia - Partido Liberal, mais tarde Partido Liberal da Macedônia). 
Em Montenegro, foi a principal oposição ao Partido Democrático dos Socialistas, no poder, como uma coalizão formada pela Aliança Liberal de Montenegro, Partido Socialista de Montenegro, Partido Social-Democrata dos Reformistas, Organização Independente dos Comunistas de Bar e Partido da Igualdade Nacional. Ganhou 17 assentos. 
Na Federação da Bósnia e Herzegovina, foi uma base para os sociais-democratas, liderados por Selim Bešlagić, que se fundiram no Partido Social-Democrata da Bósnia e Herzegovina. Na República Sérvia, foi uma base para o Partido dos Sociais-Democratas Independentes (mais tarde Aliança dos Sociais-Democratas Independentes). 
Na Eslovênia, foi organizado sob o nome de União Social-Democrata (Socialdemokratska unija, SDU), mas não conseguiu ganhar peso significativo no espectro político, permanecendo como um pequeno partido extraparlamentar. 